# عملية فينر

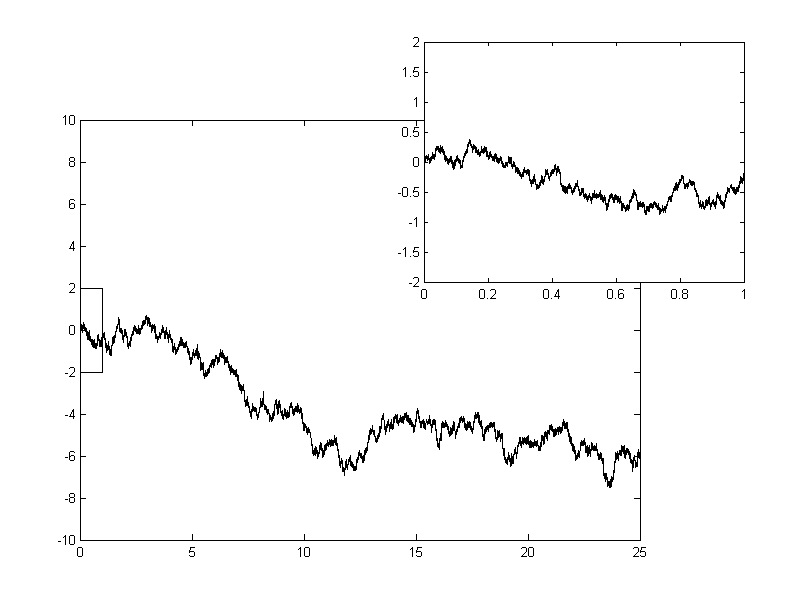

عملية فينر هي متسلسله عشوائية متصله تستخدم في الوصف الرياضي للعمليات التي تتحدد فيها القيم المستقبلية بصوره عشوائية تتبع توزيع احتمالات جاوس. العملية ممكن اعتبارها كحاله خاصه من عمليات ماركوف العشوائية لأن توزيع احتمالات القيم المستقبلية يعتمد فقط علي القيمة الحالية ولا يعتمد علي القيم الماضية مما يتسق مع خاصية ماركوف. في حالة عملية فينر، التوزيع لا يعتمد علي القيمة الحالية مما يجعلها حاله ابسط من عملية ماركوف. عملية فينر تنسب الي العالم الأمريكي نوربرت فينر وتسمي حركه براونيه وهي من أهم العمليات المستخدمة في حساب التفاضل والتكامل العشوائي الذي كثيرا ما يستخدم في علوم الفيزياء والرياضيات التطبيقية والاقتصاد والرياضيات المالية.

## التعريف الرياضي
عملية فينر معرفه علي الوقت، مما يعني ان في كل لحظه، قيمة عملية فينر تتغير. لكن علي عكس معظم الدوال الرياضية اللتي يمكن تحديد قيمها في المستقبل بصوره مؤكده تبعا لديناميكا حاكمه وشروط أوليه، قيم عملية فينر تتغير عشوائيا في كل لحظه واحتمالات القيم المستقبلية موزع تبعا لتوزيع جاوس الطبيعي. التعريف الرياضي الدقيق لعمليه فينر {\displaystyle W(t)} هو:
1. القيمة الأولي للعمليه هي صفر {\displaystyle W(0)=0}
2. الفرق بين أي قيمتين للعمليه عند أي لحظتين زمنيتين {\displaystyle W(t_{2})-W(t_{1})} موزع توزيعا مستقلا عن الفرق بين أي قيمتين للعمليه عند أي لحظتين زمنيتين مختلفتين {\displaystyle W(t_{4})-W(t_{3})} وهذا الفرق موزع تبعا لتوزيع جاوس الطبيعي بمتوسط صفري وتباين يساوي الفرق بين اللحظتين الزمنيتين {\displaystyle W(t_{2})-W(t_{1})\sim N(0,t2-t1)}.

الشرط الثاني في التعريف يجعل عملية فينر مناسبه لتمثيل التطورات العشوائية التي يسهل توقع قيمها في المستقبل القريب ويزداد ذلك التوقع صعوبة عندما تبتعد اللحظة الزمنية المراد التوقع عندها عن اللحظة الحالية نتيجه لزيادة التباين مع فرق الوقت بالإضافة لأنه الشرط المطلوب لتحقيق خاصية ماركوف.

## خصائص عملية فينر
1. العملية متصله علي طول مجالها ولكنها غير قابله للاشتقاق في معظم الأماكن نتيجه للتغير المفاجئ في قيمها تبعا للتوزيع العشوائي.